# Rolvenden Layne
Rolvenden Layne est un hameau au sein du civil parish de Rolvenden dans le district de Ashford dans le comté du Kent. Il est situé à environ un mile (1,6 km) au sud de Rolvenden.